# Glarus Nord
Glarus Nord je obec ve švýcarském kantonu Glarus. Tvoří celou severní část kantonu, na což odkazuje i její název. Žije zde přibližně 18 tisíc obyvatel.
Obec vznikla v rámci komunální reformy kantonu Glarus k 1. lednu 2011 sloučením bývalých obcí Bilten, Filzbach, Mollis, Mühlehorn, Näfels, Niederurnen, Oberurnen a Obstalden. Podle počtu obyvatel jde o největší obec kantonu Glarus.

## Geografie
Obec Glarus Nord zahrnuje glaruskou část Linthské nížiny, údolí dolního Linthu a Kerenzerberg až k jezeru Walensee. Nejnižším bodem obce je řeka Linth v nadmořské výšce 410 m, nejvyšším bodem je Ruchen Mürtschen v nadmořské výšce 2441 m.

## Historie

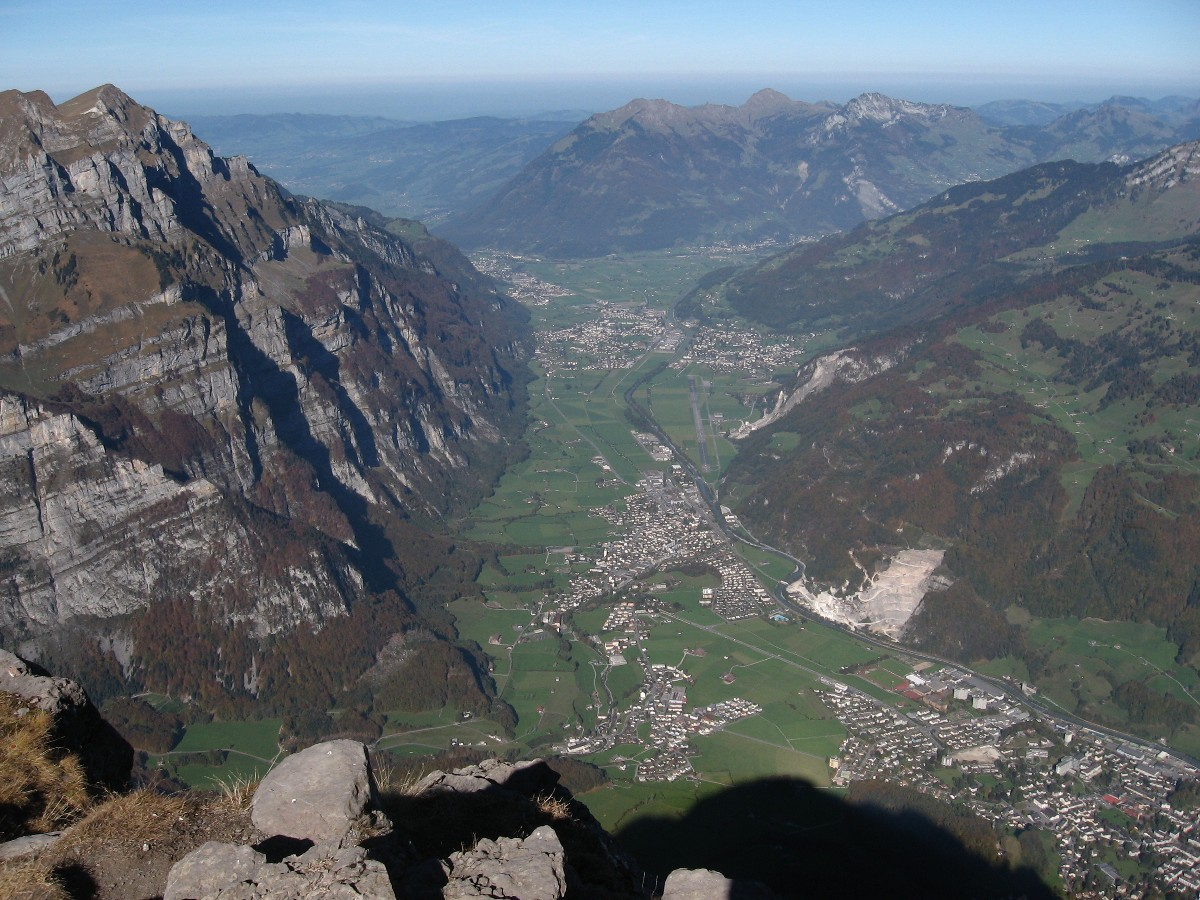
Údolí Linthal

Za římské nadvlády patřila oblast Glarus k provincii Rhaetia. Kolem 15. století př. n. l. byly podél jezera Walensee zřízeny římské strážní stanice, jedna z nich ve Filzbachu. O předřímském osídlení svědčí pouze ojedinělé názvy polí. Glaruská nížina byla vždy pohraniční oblastí. Mezi Helvéty a Réty, mezi římskými provinciemi Raetia Prima a Germania Superior, mezi Ostrogóty a Franky. Ve vrcholném středověku mezi kláštery Schänis a Säckingen a biskupstvími Chur a Konstanz. Kromě toho název Walensee („Velšské jezero“) naznačuje, že mezi Mühlehornem a Murgem dlouho probíhala hranice mezi německou a rétorománskou jazykovou oblastí.
Ve 14. století rozšířil Glarus své hranice od Letzi v Näfelsu postupným připojením Ober- a Niederurnen, Biltenu a Kerenzerbergu. Reichenburg patřil k Einsiedelnu, March ke Schwyzerům a panství Windegg, k němuž patřily i Murg a Quarten, bylo společné. V bitvě u Näfelsu 9. dubna 1388 získali obyvatelé Glarusu svobodu v posledním vojenském konfliktu mezi konfederáty a rodem Habsburků.

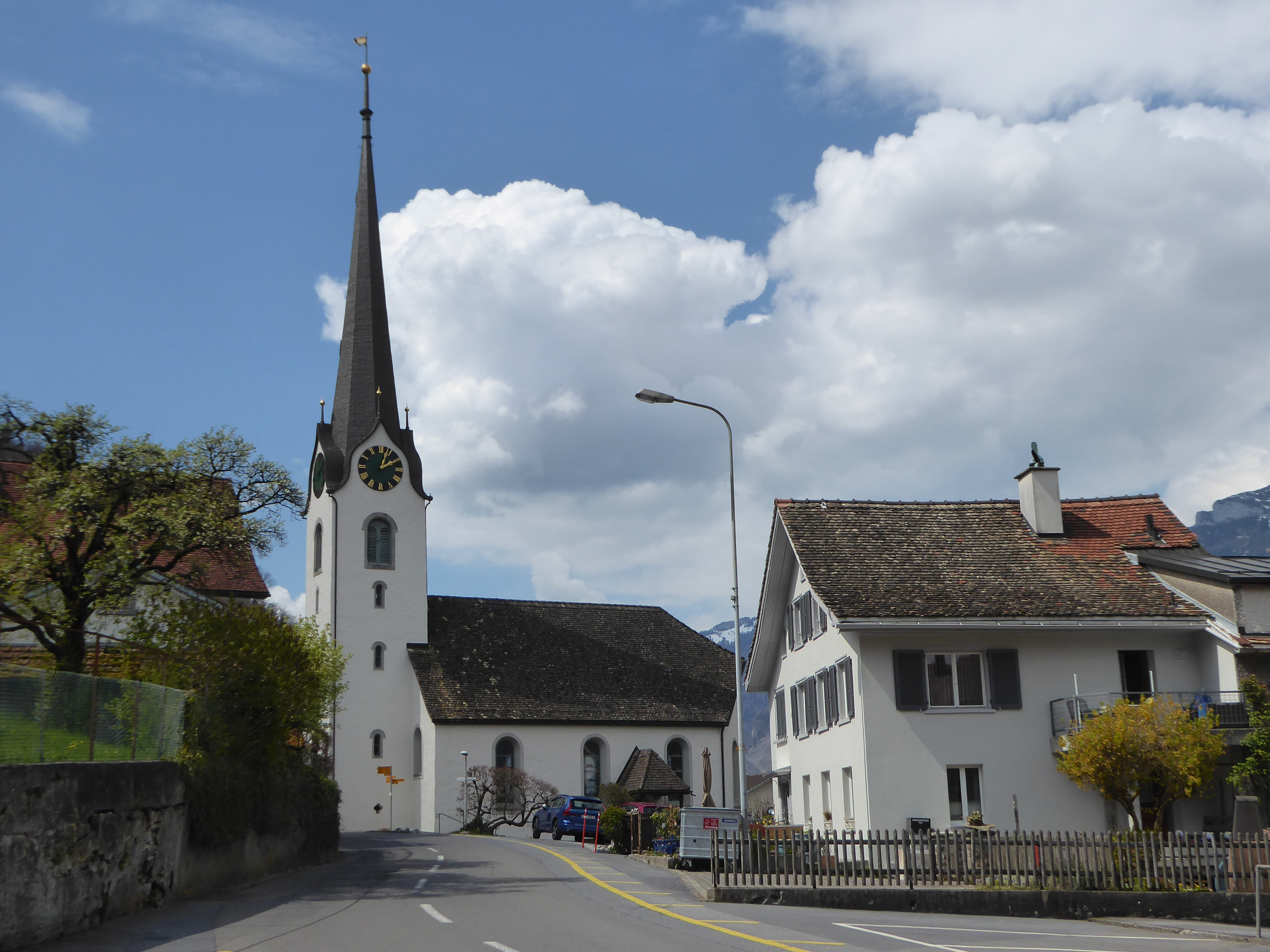
Mühlehorn

Směrem na východ tvořil Glarus vnější hranici Staré konfederace až do Helvetiky. Území na jihu a východě buď nebyla součástí Konfederace (Svobodný stát tří konfederací). S Uri a Schwyzem měli jen málo společného zájmu. Spojení s obchodním centrem na Curyšském jezeře mělo pro Glarus zásadní význam, protože odtud pocházelo obilí a většina obchodu probíhala přes Linth a Curyšské jezero.
Po reformaci se Schwyz stal nejvlivnějším místem pro katolíky a Curych pro protestanty. To vedlo v Glarusu k patové situaci. Schwyz byl příliš blízko a Curych příliš důležitý na to, aby byl ignorován. Näfels a Oberurnen proto zůstaly katolické, většina ostatních vesnic protestantská, některé dokonce smíšené víry. Tento status se měl změnit až po francouzském období.
Z hospodářského hlediska byl region až do moderní doby velmi chudý. Pádlování rýže byl jeden z mála způsobů, jak si ve zdejší oblasti vydělat peníze. To se změnilo až se vznikem textilního průmyslu na konci 18. století. Díky melioraci a založení průmyslových podniků v letech 1807–1822 pod vedením Hanse Konrada Eschera von der Linth bylo možné využít i dříve bažinaté pozemky v nížině a z vesnic se dnes staly prosperující obchodní a průmyslové lokality.
Na zemském sněmu (tzv. Landsgemeinde) 7. května 2006 se voliči rozhodli radikálně změnit politické uspořádání obcí v kantonu Glarus a vytvořit pouze tři rozsáhlé politické obce Glarus Süd, Glarus a Glarus Nord. Toto rozhodnutí bylo jasně potvrzeno voliči na mimořádném zemském sněmu v následujícím roce.

## Doprava

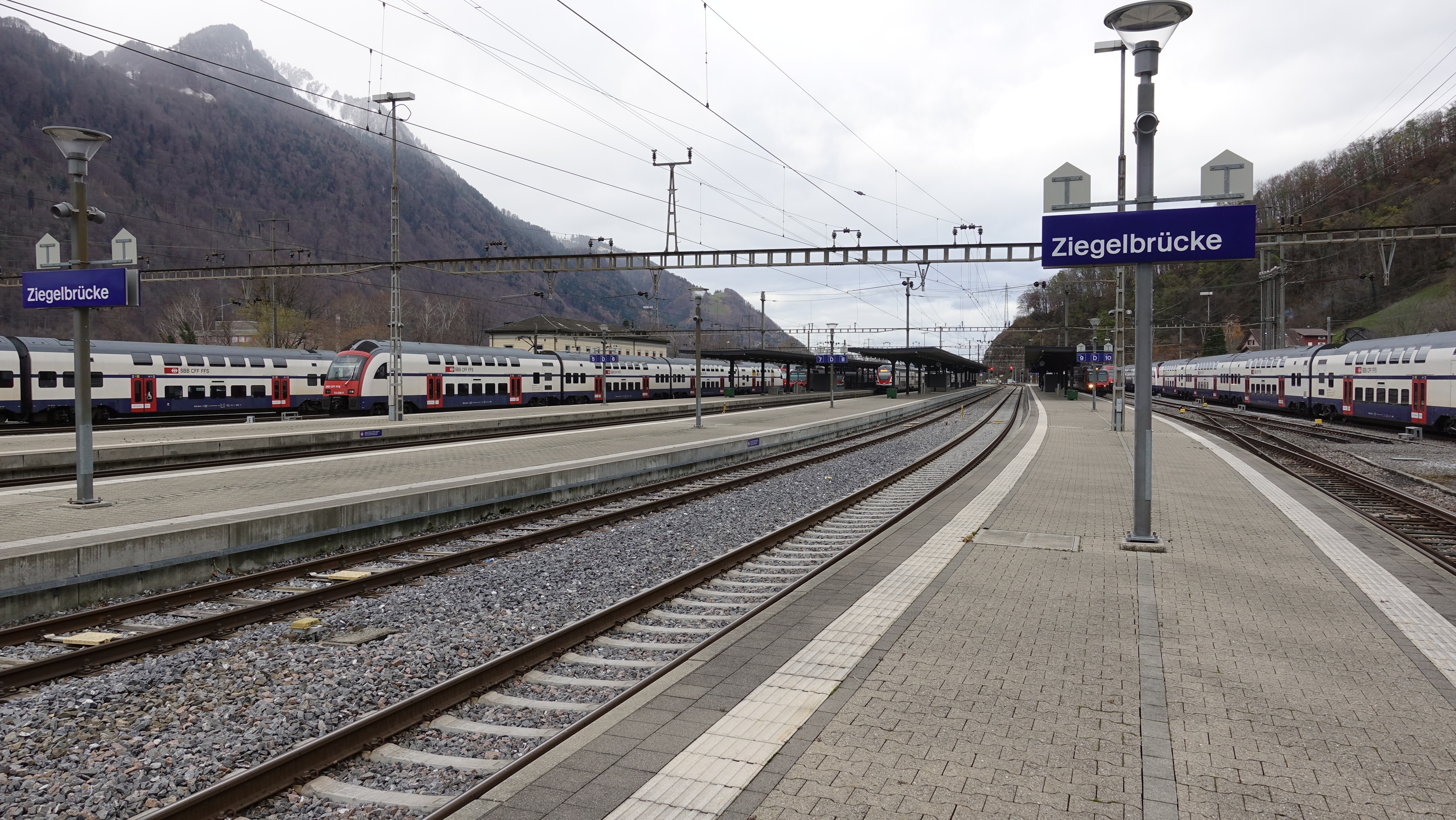
Železniční stanice Ziegelbrücke

Územím obce prochází dálnice A3, na které má Glarus Nord čtyři sjezdy (Bilten, Niederurnen, Weesen a Mühlehorn). Železniční uzel Ziegelbrücke, který leží na hranici s kantonem St. Gallen, je považován za vstupní bránu do celého kantonu Glarus. Obec Glarus Nord je členem tarifního sdružení Ostwind a je napojena na síť S-Bahn Zürich. Místní dopravu v obci zajišťuje síť Glarner Busbetriebe, kterou provozují Švýcarské spolkové dráhy (SBB). Za zmínku stojí také bývalé vojenské letiště Mollis, které obec získala v roce 2012 a které od té doby slouží k soukromému létání malými letadly a vrtulníky. V dlouhodobém horizontu se plánuje široká kombinace využití, včetně letectví, volnočasových aktivit a akcí, a také trvalá ochrana přilehlé rekreační oblasti.

## Osobnosti
- Patrick Küng (* 1984), švýcarský alpský lyžař
- Fritz Zwicky (1898–1974), švýcarský fyzik a astronom